# Dorcatoma setulosa
Dorcatoma setulosa là một loài bọ cánh cứng thuộc chi Dorcatoma trong họ Ptinidae.